# Unione dei comuni Savena-Idice
L'Unione dei Comuni Savena-Idice  è un'unione di comuni nella città metropolitana di Bologna, che si estende tra le valli dei fiumi Idice e Savena.
È stata formata nel 2009 come risultato del processo di scioglimento della Comunità montana Cinque Valli Bolognesi.
È costituita dai comuni di:
- Loiano
- Monghidoro
- Monterenzio
- Ozzano dell'Emilia
- Pianoro

La sede dell'Unione è nel comune di Pianoro. La superficie totale dell'unione è di 378 km², gli abitanti complessivi sono 46 055.
Nel territorio dell'Unione ricadono, in parte, la Riserva naturale Contrafforte Pliocenico ed il Parco regionale dei Gessi Bolognesi e Calanchi dell'Abbadessa.

## Storia
Nel 2008 la legge regionale n. 10 della Regione Emilia-Romagna propone lo scioglimento della Comunità montana Cinque Valli Bolognesi e una riorganizzazione territoriale come segue:
()
Il 31 ottobre 2009 il processo di scioglimento si completa e si delinea il nuovo assetto proposto dalla Regione, e vede così la luce la nuova Unione montana Valli Savena-Idice.
Successivamente, nel novembre del 2014, con l'ingresso dei comuni di San Lazzaro di Savena e Ozzano dell'Emilia da Unione montana diventa semplicemente Unione di comuni.
Il 18 giugno 2015 il comune di San Lazzaro di Savena annuncia di voler lasciare l'unione.

## Funzioni
Le principali funzioni delegate dai comuni aderenti all'unione sono:
- servizi sociali, politiche abitative e politiche giovanili
- controllo di gestione
- sportello unico delle attività produttive (SUAP)
- sistemi informativi e tecnologie dell'informazione
- stazione unica appaltante (SUA)
- servizio di statistica
- promozione turistica
- protezione civile
- sismica
- comitato unico di garanzia